# Merhawi Goitom
Merhawi Goitom (8 de febrer de 1996) és un ciclista eritreu. Participa en diferents curses del calendari de l'UCI Àfrica Tour.

## Palmarès
- 2016
  - 1r al Tour d'Eritrea i vencedor d'una etapa